# 1-Chlordecan
1-Chlordecan ist eine chemische Verbindung aus der Gruppe der aliphatischen, gesättigten Halogenkohlenwasserstoffe.

## Gewinnung und Darstellung
1-Chlordecan kann durch Reaktion von 1-Decanol mit Trichlorisocyanursäure und Triphenylphosphin gewonnen werden. Auch die Synthese durch Reaktion von 1-Bromdecan in Benzol mit Natriumchlorid ist möglich.

## Eigenschaften
1-Chlordecan ist eine brennbare, schwer entzündbare, farb- und geruchlose Flüssigkeit, die praktisch unlöslich in Wasser ist.

## Sicherheitshinweise
Die Dämpfe von 1-Chlordecan können mit Luft ein explosionsfähiges Gemisch (Flammpunkt 83 °C, Zündtemperatur 216 °C) bilden.